# Лотоцкий, Борис Валерьевич
Бори́с Вале́рьевич Лото́цкий (укр. Борис Валерійович Лотоцький; 11 апреля 2003, Белая Церковь) — украинский футболист, защитник клуба «Нива» (Винница).

## Биография
Родился в Белой Церкви. В ДЮФЛУ с 2016 по 2020 год выступал за команду из родного города «КОДЮСШ-Рось», а также одесский ДЮСШ-11.
В конце августа 2020 года перешёл в «Николаев», но почти сразу же был переведён в резервную команду. В футболке второй команды «корабелов» дебютировал 6 сентября 2020 года в проигранном (1:2) домашнем поединке 1-го тура группы Б Второй лиги Украины против новокаховской «Энергии». Борис вышел на поле на 77-й минуте вместо Родиона Гончара. В сезоне 2020/21 регулярно играл за «Николаев-2» во Второй лиге Украины, провёл 18 матчей. Дебютировал за первую команду «Николаева» 10 апреля 2021 года в победном (3:0) выездном поединке 21-го тура Первой лиги Украины против «Горняка-Спорта». Лотоцкий вышел на поле в стратовом составе, а на 90-й минуте его заменил Павел Березянский. Этот поединок оказался единственным для Бориса первой команды «Николаева». В конце декабря 2021 года покинул команду, более полугода находился без клуба.
В начале сентября 2022 года усилил винницкую «Ниву». В футболке винницкого клуба дебютировал 10 сентября 2022 года в проигранном (0:3) выездном поединке 2-го тура Второй лиги Украины против борщаговской «Чайки». Борис вышел на поле в стартовом составе и отыграл весь матч. Первым голом в профессиональном футболе отличился 13 сентября 2023 года на 87-й минуте проигранного (1:4) домашнего поединка 7-го тура Второй лиги Украины против львовских «Карпат-2». Лотоцкий вышел на поле в стратовом составе и отыграл весь матч. В «Ниве» провёл два сезона, за это время во Второй лиге сыграл 40 матчей и отличился 3-мя голами, ещё 1 поединок провел в кубке Украины.
26 июля 2024 года подписал контракт с «Черноморцем». В футболке одесского клуба дебютировал 3 августа 2024 года в проигранном (0:1) выездном поединке 1-го тура Премьер-лиги Украины против криворожского «Кривбасса». Борис вышел на поле на 86-й минуте вместо Владимира Арсича.